# Со, Такэси
Такэси Со (яп. 宗 猛; род. 9 января 1953, Усуки, Оита) — японский бегун-марафонец, выступавший в 1973—1998 годах. Победитель ряда крупных международных стартов на шоссе, в том числе Кошицкого международного марафона мира, Марафона озера Бива и др. Участник летних Олимпийских игр в Лос-Анджелесе. Тренер по бегу.

## Биография
Такэси Со родился 9 января 1953 года городе Усуки префектуры Оита. Тренировался вместе со своим братом-близнецом Сигэру, который впоследствии тоже стал успешным бегуном-марафонцем.
Впервые заявил о себе в марафоне в сезоне 1973 года, когда с результатом 2:17:46 финишировал вторым на соревнованиях в Нобеоке, уступив только своему брату Сигэру. Также в этом сезоне стал седьмым на Фукуокском марафоне (2:19:08).
На Фукуокском марафоне 1974 года показал результат 2:16:38 и занял 11-е место.
В 1975 году закрыл двадцатку сильнейших на Марафоне озера Бива (2:23:36), был шестым на предолимпийском марафоне в Монреале (2:32:39) и на Фукуокском марафоне (2:12:52).
В 1976 году среди прочего одержал победу на Кошицком международном марафоне мира (2:18:42).
В 1978 году стал вторым на Марафоне Беппу — Оита (2:12:49), выиграл Марафон озера Бива (2:15:15) и марафон в Милтон-Кинсе (2:20:10). Получил статус чемпиона Японии в марафоне.
В 1979 году был четвёртым на Марафоне озера Бива (2:14:30), десятым на VII летней Спартакиаде народов СССР в Москве (2:15:01), третьим на Фукуокском марафоне (2:10:40).
На Фукуокском марафоне 1980 года с результатом 2:09:49 пришёл к финишу вторым.
В 1981 году стал вторым на Марафоне Беппу — Оита (2:11:31) и пятым на Фукуокском марафоне (2:11:29).
На Токийском международном марафоне 1983 года с личным рекордом 2:08:55 занял второе место, пропустив вперёд соотечественника Тосихико Сэко. При этом в Фукуоке с результатом 2:09:17	финишировал четвёртым.
Принимал участие в летних Олимпийских играх 1984 года в Лос-Анджелесе — в марафоне показал результат 2:10:55, расположившись в итоговом протоколе соревнований на четвёртой строке.
В 1985 году на впервые проводившемся Кубке мира по марафону в Хиросиме с результатом 2:11:01 занял восьмое место в личном зачёте и тем самым помог своим соотечественникам стать серебряными призёрами командного зачёта. Помимо этого, был вторым на Пекинском марафоне (2:10:23).
На Пекинском марафоне 1988 года показал результат 2:10:40 и взял бронзу.
В 1989 году занял восьмое место на Кубке мира по марафону в Милане, выиграл Мельбурнский марафон (2:18:13).
В 1990 году стал вторым на Марафоне озера Бива (2:13:58), шестым на Роттердамском марафоне (2:16:10), третьим на Московском международном марафоне мира (2:15:21).
В 1991 году занял 11-е место на Токийском марафоне (2:12:37), 27-е место на Лондонском марафоне (2:13:15).
В 1992 году среди прочего отметился выступлением на Барселонском марафоне, где с результатом 2:17:51 финишировал девятым.
В 1993 году был седьмым на Марафоне Беппу — Оита (2:15:32), показал 31-й результат на Бостонском марафоне (2:23:08), победил на чемпионате мира среди ветеранов в Миядзаки (2:22:29), занял пятое место на марафоне в Хофу (2:15:58).
Завершил карьеру профессионального бегуна-марафонца по окончании сезона 1998 года.
Впоследствии проявил себя на тренерском поприще, тренировал известного японского бегуна Сатору Сасаки, был ответственным за разработку марафонской программы Японской ассоциации легкоатлетических федераций.